# Fédération des associations et sociétés françaises d'ingénieurs diplômés
Cet article court présente un sujet plus développé dans : Ingénieurs et scientifiques de France.
La Fédération des associations et sociétés françaises d'ingénieurs diplômés (FASFID) a été créée en 1929 pour regrouper les associations d'anciens élèves diplômés des écoles d'ingénieurs françaises.
Ses membres fondateurs sont l'Union sociale des ingénieurs catholiques (USIC), la Société des ingénieurs civils de France, les associations d'anciens élèves de l'École centrale Paris, de l'École des mines de Paris, de l'École des mines de Saint-Étienne, de l'Institut national agronomique et de l'Institut industriel du Nord (École centrale de Lille).
Cette fédération a fusionné en 1992 avec la Société des ingénieurs et scientifiques de France (ISF) et le Conseil national des ingénieurs français (CNIF) pour donner naissance au Conseil national des ingénieurs et scientifiques de France (CNISF), devenu Ingénieurs et scientifiques de France (IESF).

## Pour approfondir